# カードの王様
『カードの王様』（カードのおうさま）は、立野真琴による日本の少女漫画作品。白泉社発行の『別冊花とゆめ』で連載された。単行本は全9巻。

## あらすじ
従兄の風真保に勧められ、人気カードゲーム「CHAOS」に興味を持った水見まなみ。購入したスターターセットでレア中のレアカードといわれる「大魔道士サガン」を引き当ててしまい、各方面のデュエリストから狙われる日々が始まる。だが、周囲の仲間の協力や時折夢に現れるサガンが示すヒント、持ち前の強運にも助けられ、まなみは順当に勝ち進んでいく。そんな彼女の前に、サガンに酷似した男・荒木涼が現れた。

## CHAOS（カオス）
本作の中で流行している、架空のトレーディングカードゲーム。天使軍と悪魔軍に分かれてバトルを行う。ポーカーのルールを基準としており、同じ種類・レベル・種族・属性・現象などで役が決まる。1枚でイベントを発生させられるカードもある。様々な神話や宗教に纏わるカードが登場し、神話の内容や存在の特性を理解していると、役がより決まりやすくなる。

### 備考
- 対戦に使用出来るカード（デッキ）は70枚。同じカードは3枚までしか入れることが出来ず、1枚しか入れられないカードもある。
- 開始時、天使軍と悪魔軍のどちらになるか、振ったサイコロの数が多い方が選べる。持ち点は1000P。相手のポイントを0にした方が勝利。
- 「大魔道士サガン」「聖巫女ファラス」「錬金術師トウラス」の三種は、1つのデッキに同時に入れることが出来ない。
- 天使軍は悪魔カード、悪魔軍は天使カード使用時の攻撃力が半減する。神・魔道士・精霊は中立であり、両軍とも同じ攻撃力で使える。イベントカードの使用で、天使軍と悪魔軍を入れ替えたり、逆の属性にカードを変化させたりも出来る。
- 役の有効判定には、ゲームのルールブック以外に、神話に関する書籍を用いることもある。
- 日本神話、中国神話、ギリシャ十二神は限定生産されたシリーズという設定で、それぞれ1エピソードしか出てこない。
- 初心者向けのスターターデッキは1箱1,300円、ブースターパックは1袋10枚入で400円である。

#### 作中で登場する主な役
魔道天（まどうてん）
「大魔道士サガン」＋「赤魔道士レビ」 + 「青魔道士レム」 + 「黒魔道士ルツ」 + 「白魔道士ラビ」
Lv1000の幻の役。始めたばかりで四大魔道士を持っていなかったまなみは、当初、宮子のカードを借りてこの役を出していた。
四大魔道士（よんだいまどうし）
「赤魔道士レビ」 + 「青魔道士レム」 + 「黒魔道士ルツ」 + 「白魔道士ラビ」
Lv200の役。まなみと宮子と涼が使用。
四大天使（よんだいてんし）
「ミカエル」+「ガブリエル」+「ウリエル」+「ラファエル」
Lv200（天使軍の場合）の役。まなみと宮子が使用。防御時はLvが倍になるらしい。
四大魔王（よんだいまおう）
「ウリクス」 + 「マモン」 + 「バイモン」 + 「エギュン」
Lv200（悪魔軍の場合）の役。宮子が使用。作中では四魔王と表記される事も。
女神のストレート
同レベルの女神カード5枚
美沙が得意とする役。まなみもこの役を決めている。
死のストレートフラッシュ
「死の神タナトス」 + 「死の女神モーリアン」 + 「大天使ミカエル」 + 「アズラエル」 + 「死天使」
皇が使用した役。
破壊天使（はかいてんし）
「死天使」 + 「滅天使」
Lv200の役。話の中では、滅天使を保、死天使を皇が持っているため、めったに使われない。
双天樹（そうてんじゅ）
「大魔道士サガン」＋「死天使」＋「滅天使」
Lv1000の役。話の中では、大魔道士サガンをまなみ、滅天使を保、死天使を皇が持っているため、めったに使われない。
原作中でこの3枚を一人で所有しているのはカードコレクターの布田篤だけである。
凛霊天（りんれいてん）
「錬金術師トウラス」+「赤魔道士」+「青魔道士」+「白魔道士」+「黒魔道士」
「魔道天」「双天樹」と並ぶ、Lv1000の幻の役。魔道天と相打ちになることが多い。

## 登場人物
水見まなみ（みなみ まなみ）
トレーディングカードゲーム初心者の女子高生。「大魔道士サガン」の使い手。主な使用カードに「ピクシー」「天上鏡」「修復の玉」など。後に「聖巫女ファラス」「四大魔道士」「魔剣ティルヴィング」を入手。
風真 保（かざま たもつ）
まなみの従兄。「CHAOS」の全国大会で上位に入る腕前。「滅天使」の使い手。まなみと美沙の間で揺れる。
東城 皇（とうじょう こう）
保の友人でライバル。「死天使」の使い手で、宮子の実の兄。まなみに想いを寄せるようになる。
聖口宮子（きよぐち みやこ）
皇の妹。通称「羽生の姫」。まなみの初めての対戦の相手。「四大魔道士」「四大魔王」「四大天使」の使い手。
氷神理季（ひかみ りき）
中学生。通称「天使の氷神」。サガンを賭けてまなみと戦ったものの、まなみの機転で返り討ちにあい、その後は打ち解けた。
立花美沙（たちばな みさ）
保の恋人。通称「女神使い」。義理の兄の剛も「炎使いの立花」と呼ばれる凄腕のプレーヤー。
荒木 涼（あらき りょう）
「CHAOS」の日本版製作者の息子で、サガンのモデルになった男性の縁者を母親に持つ。最初はまなみに辛く当たる。主な使用カードに「賢者の石」など。「錬金術師トウラス」の使い手。

## 既刊
白泉社 花とゆめCOMICS
1. 1999年7月25日 ISBN 4-592-17381-3 ※9のクライシス収録
2. 2000年8月25日 ISBN 4-592-17382-1
3. 2001年2月25日 ISBN 4-592-17383-X
4. 2001年6月25日 ISBN 4-592-17384-8
5. 2001年12月25日 ISBN 4-592-17385-6
6. 2002年5月25日 ISBN 4-592-17386-4 ※カードの王様番外編収録
7. 2003年2月25日 ISBN 4-592-17387-2
8. 2003年9月25日 ISBN 4-592-17388-0 ※CherryCandyCinderella収録
9. 2004年4月25日 ISBN 4-592-17389-9 ※MOVE ON!収録